# Tromborn
Tromborn település Franciaországban, Moselle megyében. Lakosainak száma 333 fő (2022. január 1.). Tromborn Dalem, Brettnach, Château-Rouge, Oberdorff, Rémering, Téterchen és Villing községekkel határos.

## Népesség
A település népessége az elmúlt években az alábbi módon változott:
| Lakosok száma | 371  | 386  | 377  | 357  | 343  | 338  | 334  | 327  | 333  |
|               | 2013 | 2015 | 2016 | 2017 | 2018 | 2019 | 2020 | 2021 | 2022 |